# Estonia all'Eurovision Song Contest
L'Estonia ha debuttato all'Eurovision Song Contest nel 1994. Nel 1993 il paese, insieme ad altre sei nazioni interessate a partecipare all'Eurofestival per la prima volta, dovette concorrere in una semifinale che si svolse a Lubiana: si classificò soltanto al quinto posto e non poté partecipare all'Eurovision Song Contest 1993.
La scelta del candidato avviene tramite una selezione nazionale, dal 1993 al 2008 tramite il concorso Eurolaul, mentre a partire dal 2009 con il festival canoro Eesti Laul.
Ad oggi l'Estonia ha conquistato una vittoria nel 2001, permettendo così all'emittente di organizzare l'Eurovision Song Contest 2002 a Tallinn.
La partecipazione è stata curata dall'azienda televisiva statale Eesti Televisioon (ETV) dal 2000 al 2008 e poi dalla Eesti Rahvusringhääling (ERR).

## Partecipazioni
- Primo posto
- Secondo posto
- Terzo posto
- Ultimo posto

| Anno                            | Artista                        | Canzone                                            | Lingua                     | Posizione           | Posizione           | Posizione           | Posizione           |
| Anno                            | Artista                        | Canzone                                            | Lingua                     | Finale              | Punti               | Semi                | Punti               |
| ------------------------------- | ------------------------------ | -------------------------------------------------- | -------------------------- | ------------------- | ------------------- | ------------------- | ------------------- |
| 1993                            | Janika Sillamaa                | Muretut meelt ja südametuld                        | Estone                     | Non qualificata     | Non qualificata     | 5º                  | 47                  |
| 1994                            | Silvi Vrait                    | Nagu merelaine                                     | Estone                     | 24º                 | 2                   | Niente semifinali   | Niente semifinali   |
| Nessuna partecipazione nel 1995 |                                |                                                    |                            |                     |                     |                     |                     |
| 1996                            | Ivo Linna & Maarja-Liis Ilus   | Kaelakee hääl                                      | Estone                     | 5º                  | 94                  | 5º                  | 106                 |
| 1997                            | Maarja-Liis Ilus               | Keelatud maa                                       | Estone                     | 8º                  | 82                  | Niente semifinali   | Niente semifinali   |
| 1998                            | Koit Toome                     | Mere lapsed                                        | Estone                     | 12º                 | 36                  | Niente semifinali   | Niente semifinali   |
| 1999                            | Evelin Samuel & Camille        | Diamond of Night                                   | Inglese                    | 6º                  | 90                  | Niente semifinali   | Niente semifinali   |
| 2000                            | Ines                           | Once in a Lifetime                                 | Inglese                    | 4º                  | 98                  | Niente semifinali   | Niente semifinali   |
| 2001                            | Tanel Padar, Dave Benton & 2XL | Everybody                                          | Inglese                    | 1º                  | 198                 | Niente semifinali   | Niente semifinali   |
| 2002                            | Sahlene                        | Runaway                                            | Inglese                    | 3º                  | 111                 | Niente semifinali   | Niente semifinali   |
| 2003                            | Ruffus                         | Eighties Coming Back                               | Inglese                    | 21º                 | 14                  | Niente semifinali   | Niente semifinali   |
| 2004                            | Neiokõsõ                       | Tii                                                | Võro                       | Non qualificata     | Non qualificata     | 11º                 | 57                  |
| 2005                            | Suntribe                       | Let's Get Loud                                     | Inglese                    | Non qualificata     | Non qualificata     | 20º                 | 31                  |
| 2006                            | Sandra Oxenryd                 | Through My Window                                  | Inglese                    | Non qualificata     | Non qualificata     | 18º                 | 28                  |
| 2007                            | Gerli Padar                    | Partners in Crime                                  | Inglese                    | Non qualificata     | Non qualificata     | 22º                 | 33                  |
| 2008                            | Kreisiraadio                   | Leto svet                                          | Serbo, tedesco, finlandese | Non qualificata     | Non qualificata     | 18º                 | 8                   |
| 2009                            | Urban Symphony                 | Rändajad                                           | Estone                     | 6º                  | 129                 | 3º                  | 115                 |
| 2010                            | Malcolm Lincoln                | Siren                                              | Inglese                    | Non qualificata     | Non qualificata     | 14º                 | 39                  |
| 2011                            | Getter Jaani                   | Rockefeller Street                                 | Inglese                    | 24º                 | 44                  | 9º                  | 60                  |
| 2012                            | Ott Lepland                    | Kuula                                              | Estone                     | 6º                  | 120                 | 4º                  | 100                 |
| 2013                            | Birgit Õigemeel                | Et uus saaks alguse                                | Estone                     | 20º                 | 19                  | 10º                 | 52                  |
| 2014                            | Tanja                          | Amazing                                            | Inglese                    | Non qualificata     | Non qualificata     | 12º                 | 36                  |
| 2015                            | Elina Born & Stig Rästa        | Goodbye to Yesterday                               | Inglese                    | 7º                  | 106                 | 3º                  | 105                 |
| 2016                            | Jüri Pootsmann                 | Play                                               | Inglese                    | Non qualificata     | Non qualificata     | 18º                 | 24                  |
| 2017                            | Koit Toome & Laura             | Verona                                             | Inglese                    | Non qualificata     | Non qualificata     | 14º                 | 85                  |
| 2018                            | Elina Netšajeva                | La forza                                           | Italiano                   | 8º                  | 245                 | 5º                  | 201                 |
| 2019                            | Victor Crone                   | Storm                                              | Inglese                    | 20º                 | 76                  | 4º                  | 198                 |
| 2020                            | Uku Suviste                    | What Love Is                                       | Inglese                    | Edizione cancellata | Edizione cancellata | Edizione cancellata | Edizione cancellata |
| 2021                            | Uku Suviste                    | The Lucky One                                      | Inglese                    | Non qualificata     | Non qualificata     | 13º                 | 58                  |
| 2022                            | Stefan                         | Hope                                               | Inglese                    | 13º                 | 141                 | 5º                  | 209                 |
| 2023                            | Alika                          | Bridges                                            | Inglese                    | 8º                  | 168                 | 10º                 | 74                  |
| 2024                            | 5miinust & Puuluup             | (Nendest) narkootikumidest ei tea me (küll) midagi | Estone                     | 20º                 | 37                  | 6º                  | 79                  |
| 2025                            | Tommy Cash                     | Espresso macchiato                                 | Broccolino                 | 3º                  | 356                 | 5º                  | 113                 |

Note
1. ↑   Nel 1993 c'è stata una pre-qualificazione televisiva per 7 paesi, il Kvalifikacija za Millstreet per aggiudicarsi gli ultimi 3 posti che spettavano ai paesi debuttanti.

## Statistiche di voto
Fino al 2025, le statistiche di voto dell'Estonia sono:
| # | Stato     | Punti |
| - | --------- | ----- |
| 1 | Svezia    | 253   |
| 1 | Russia    | 187   |
| 3 | Finlandia | 161   |
| 4 | Ucraina   | 130   |
| 5 | Norvegia  | 116   |

| # | Stato       | Punti |
| - | ----------- | ----- |
| 1 | Lettonia    | 156   |
| 2 | Finlandia   | 142   |
| 3 | Lituania    | 113   |
| 4 | Svezia      | 101   |
| 5 | Regno Unito | 81    |

| # | Stato     | Punti |
| - | --------- | ----- |
| 1 | Svezia    | 325   |
| 2 | Finlandia | 287   |
| 3 | Russia    | 251   |
| 4 | Ucraina   | 185   |
| 5 | Norvegia  | 178   |

| # | Stato     | Punti |
| - | --------- | ----- |
| 1 | Lettonia  | 266   |
| 2 | Finlandia | 262   |
| 3 | Lituania  | 192   |
| 4 | Svezia    | 163   |
| 5 | Irlanda   | 141   |

## Città ospitanti
| Anno | Città   | Luogo               | Presentatori                 |
| ---- | ------- | ------------------- | ---------------------------- |
| 2002 | Tallinn | Saku Suurhall Arena | Anneli Peebo e Marko Matvere |

## Trasmissione dell'evento
L'ERR, in quanto membro rappresentativo dell'Unione europea di radiodiffusione per l'Estonia, ha i diritti di trasmissione dell'evento:
| Anno | Commentatori                                         | Commentatori                                         | Trasmissione                                         | Trasmissione                                         | Portavoce                                            |
| Anno | Semifinali                                           | Finale                                               | Semifinali                                           | Finale                                               | Portavoce                                            |
| ---- | ---------------------------------------------------- | ---------------------------------------------------- | ---------------------------------------------------- | ---------------------------------------------------- | ---------------------------------------------------- |
| 1992 | Nessuna semifinale                                   | Ivo Linna Olavi Pihlamägi                            | Nessuna semifinale                                   | ETV                                                  | Non partecipante                                     |
| 1993 | Nessuna semifinale                                   | Sconosciuto                                          | Nessuna semifinale                                   | ETV                                                  | Non partecipante                                     |
| 1994 | Nessuna semifinale                                   | Vello Rand Marko Reikop                              | Nessuna semifinale                                   | ETV Raadio 2                                         | Urve Tiidus                                          |
| 1995 | Nessuna semifinale                                   | Jüri Pihel                                           | Nessuna semifinale                                   | ETV                                                  | Non partecipante                                     |
| 1996 | Nessuna semifinale                                   | Jüri Pihel Marko Reikop                              | Nessuna semifinale                                   | ETV Raadio 2                                         | Annika Talvik                                        |
| 1997 | Nessuna semifinale                                   | Jüri Pihel Marko Reikop                              | Nessuna semifinale                                   | ETV Raadio 2                                         | Helene Tedre                                         |
| 1998 | Nessuna semifinale                                   | Reet Linna Marko Reikop                              | Nessuna semifinale                                   | ETV Raadio 2                                         | Urve Tiidus                                          |
| 1999 | Nessuna semifinale                                   | Reet Linna Marko Reikop                              | Nessuna semifinale                                   | ETV Raadio 2                                         | Mart Sander                                          |
| 2000 | Nessuna semifinale                                   | Marko Reikop Vella Rand                              | Nessuna semifinale                                   | ETV Raadio 2                                         | Evelin Samuel                                        |
| 2001 | Nessuna semifinale                                   | Marko Reikop Vella Rand                              | Nessuna semifinale                                   | ETV Raadio 2                                         | Ilo-Mai "Elektra" Küttim                             |
| 2002 | Nessuna semifinale                                   | Marko Reikop Vella Rand                              | Nessuna semifinale                                   | ETV Raadio 2                                         | Ilo-Mai "Elektra" Küttim                             |
| 2003 | Nessuna semifinale                                   | Marko Reikop Vella Rand                              | Nessuna semifinale                                   | ETV Raadio 2                                         | Eda-Ines Etti                                        |
| 2004 | Marko Reikop Vella Rand                              | Marko Reikop Vella Rand                              | ETV Raadio 2                                         | ETV Raadio 2                                         | Maarja-Liis Ilus                                     |
| 2005 | Marko Reikop                                         | Marko Reikop                                         | ETV Raadio 2                                         | ETV Raadio 2                                         | Maarja-Liis Ilus                                     |
| 2005 | Mart Juur Andrus Kivirähk                            |                                                      | ETV Raadio 2                                         | ETV Raadio 2                                         | Maarja-Liis Ilus                                     |
| 2006 | Marko Reikop                                         | Marko Reikop                                         | ETV Raadio 2                                         | ETV Raadio 2                                         | Evelin Samuel                                        |
| 2006 | Mart Juur Andrus Kivirähk                            |                                                      | ETV Raadio 2                                         | ETV Raadio 2                                         | Evelin Samuel                                        |
| 2007 | Marko Reikop                                         | Marko Reikop                                         | ETV Raadio 2                                         | ETV Raadio 2                                         | Laura Põldvere                                       |
| 2007 | Mart Juur Andrus Kivirähk                            |                                                      | ETV Raadio 2                                         | ETV Raadio 2                                         | Laura Põldvere                                       |
| 2008 | Marko Reikop                                         | Marko Reikop                                         | ETV Raadio 2                                         | ETV Raadio 2                                         | Sahlene                                              |
| 2008 | Mart Juur Andrus Kivirähk                            |                                                      | ETV Raadio 2                                         | ETV Raadio 2                                         | Sahlene                                              |
| 2009 | Marko Reikop                                         | Marko Reikop Olav Osolin                             | ETV Raadio 2                                         | ETV Raadio 2                                         | Laura Põldvere                                       |
| 2009 | Mart Juur Andrus Kivirähk                            |                                                      | ETV Raadio 2                                         | ETV Raadio 2                                         | Laura Põldvere                                       |
| 2010 | Marko Reikop                                         | Marko Reikop Sven Lõhmus                             | ETV Raadio 2                                         | ETV Raadio 2                                         | Rolf Roosalu                                         |
| 2010 | Mart Juur Andrus Kivirähk                            |                                                      | ETV Raadio 2                                         | ETV Raadio 2                                         | Rolf Roosalu                                         |
| 2011 | Marko Reikop                                         | Marko Reikop                                         | ETV Raadio 2                                         | ETV Raadio 2                                         | Piret Järvis                                         |
| 2011 | Mart Juur Andrus Kivirähk                            |                                                      | ETV Raadio 2                                         | ETV Raadio 2                                         | Piret Järvis                                         |
| 2012 | Marko Reikop                                         | Marko Reikop                                         | ETV Raadio 2 Raadio 4                                | ETV Raadio 2 Raadio 4                                | Getter Jaani                                         |
| 2012 | Mart Juur Andrus Kivirähk                            |                                                      | ETV Raadio 2 Raadio 4                                | ETV Raadio 2 Raadio 4                                | Getter Jaani                                         |
| 2012 | Ilja Ban Dmitri Vinogradov Aleksandra Moorast        |                                                      | ETV Raadio 2 Raadio 4                                | ETV Raadio 2 Raadio 4                                | Getter Jaani                                         |
| 2013 | Marko Reikop                                         | Marko Reikop                                         | ETV Raadio 2                                         | ETV Raadio 2                                         | Rolf Roosalu                                         |
| 2013 | Mart Juur Andrus Kivirähk                            |                                                      | ETV Raadio 2                                         | ETV Raadio 2                                         | Rolf Roosalu                                         |
| 2014 | Marko Reikop                                         | Marko Reikop                                         | ETV Raadio 2                                         | ETV Raadio 2                                         | Lauri Pihlap                                         |
| 2014 | Mart Juur Andrus Kivirähk                            |                                                      | ETV Raadio 2                                         | ETV Raadio 2                                         | Lauri Pihlap                                         |
| 2015 | Marko Reikop                                         | Marko Reikop                                         | ETV Raadio 2                                         | ETV Raadio 2                                         | Tanja Mihhailova                                     |
| 2015 | Mart Juur Andrus Kivirähk                            |                                                      | ETV Raadio 2                                         | ETV Raadio 2                                         | Tanja Mihhailova                                     |
| 2016 | Marko Reikop                                         | Marko Reikop                                         | ETV ETV+ Raadio 2                                    | ETV ETV+ Raadio 2                                    | Daniel Levi Viinalass                                |
| 2016 | Aleksandr Hobotov                                    |                                                      | ETV ETV+ Raadio 2                                    | ETV ETV+ Raadio 2                                    | Daniel Levi Viinalass                                |
| 2016 | Mart Juur Andrus Kivirähk                            |                                                      | ETV ETV+ Raadio 2                                    | ETV ETV+ Raadio 2                                    | Daniel Levi Viinalass                                |
| 2017 | Marko Reikop                                         | Marko Reikop                                         | ETV ETV+ Raadio 2                                    | ETV ETV+ Raadio 2                                    | Jüri Pootsmann                                       |
| 2017 | Aleksandr Hobotov Julia Kalenda                      |                                                      | ETV ETV+ Raadio 2                                    | ETV ETV+ Raadio 2                                    | Jüri Pootsmann                                       |
| 2017 | Mart Juur Andrus Kivirähk                            |                                                      | ETV ETV+ Raadio 2                                    | ETV ETV+ Raadio 2                                    | Jüri Pootsmann                                       |
| 2018 | Marko Reikop                                         | Marko Reikop                                         | ETV ETV+ Raadio 2                                    | ETV ETV+ Raadio 2                                    | Ott Evestus                                          |
| 2018 | Aleksandr Hobotov Julia Kalenda                      |                                                      | ETV ETV+ Raadio 2                                    | ETV ETV+ Raadio 2                                    | Ott Evestus                                          |
| 2018 | Mart Juur Andrus Kivirähk                            |                                                      | ETV ETV+ Raadio 2                                    | ETV ETV+ Raadio 2                                    | Ott Evestus                                          |
| 2019 | Marko Reikop                                         | Marko Reikop                                         | ETV ETV+                                             | ETV ETV+                                             | Kelly Sildaru                                        |
| 2019 | Aleksandr Hobotov Julia Kalenda                      |                                                      | ETV ETV+                                             | ETV ETV+                                             | Kelly Sildaru                                        |
| 2020 | Evento cancellato a causa della pandemia di COVID-19 | Evento cancellato a causa della pandemia di COVID-19 | Evento cancellato a causa della pandemia di COVID-19 | Evento cancellato a causa della pandemia di COVID-19 | Evento cancellato a causa della pandemia di COVID-19 |
| 2021 | Marko Reikop                                         | Marko Reikop                                         | ETV ETV+                                             | ETV ETV+                                             | Sissi Benita                                         |
| 2021 | Aleksandr Hobotov Julia Kalenda                      |                                                      | ETV ETV+                                             | ETV ETV+                                             | Sissi Benita                                         |
| 2022 | Marko Reikop                                         | Marko Reikop                                         | ETV ETV+                                             | ETV ETV+                                             | Tanel Padar                                          |
| 2022 | Aleksandr Hobotov Julia Kalenda                      |                                                      | ETV ETV+                                             | ETV ETV+                                             | Tanel Padar                                          |
| 2023 | Marko Reikop                                         | Marko Reikop                                         | ETV ETV+                                             | ETV ETV+                                             | Ragnar Klavan                                        |
| 2023 | Aleksandr Hobotov Julia Kalenda                      |                                                      | ETV ETV+                                             | ETV ETV+                                             | Ragnar Klavan                                        |
| 2024 | Marko Reikop                                         | Marko Reikop                                         | ETV ETV+                                             | ETV ETV+                                             | Birgit Sarrap                                        |
| 2024 | Aleksandr Hobotov Julia Kalenda                      |                                                      | ETV ETV+                                             | ETV ETV+                                             | Birgit Sarrap                                        |
| 2025 | Marko Reikop                                         | Marko Reikop                                         | ETV ETV+ Raadio 2                                    | ETV ETV+ Raadio 2                                    | Kristjan "Kohver" Jakobson                           |
| 2025 | Aleksandr Hobotov Julia Kalenda                      |                                                      | ETV ETV+ Raadio 2                                    | ETV ETV+ Raadio 2                                    | Kristjan "Kohver" Jakobson                           |
| 2025 | Joosep Järvesaar Kristel Aaslaid                     |                                                      | ETV ETV+ Raadio 2                                    | ETV ETV+ Raadio 2                                    | Kristjan "Kohver" Jakobson                           |

Note:
1. 1 2 3 4 5 6 7 8 9 10 11 12 13 14 15 16 17 18  Solo per la trasmissione televisiva.
2. 1 2 3 4 5 6 7 8 9 10 11 12 13 14 15 16 17 18 19  Solo per la trasmissione radiofonica.
3. ↑  Solo per la trasmissione radiofonica su Raadio 2, in lingua estone.
4. ↑  Solo per la trasmissione radiofonica su Raadio 4, in lingua russa.
5. 1 2 3 4 5 6 7 8 9  Solo per la trasmissione televisiva su ETV, in lingua estone.
6. 1 2 3 4 5 6 7 8 9  Solo per la trasmissione televisiva su ETV+, in lingua russa.